# 데이비드 니컬스
데이비드 앨런 니컬스(영어: David Alan Nicholls, 1966년 11월 30일 ~ )는 영국의 소설가이자 시나리오 작가이다.

## 배경
1983부터 1985년까지 이스틀리(Eastleigh)에 위치한 바튼 페버릴 고등학교를 나왔고 영국대입준비과정인 에이 레벨(A-Level)에서 영문학, 물리학, 생물학, 그리고 연기를 전공하였고 학창시절 많은 연극에 참여하였다. 바튼 페버릴 고등학교는 콜린 퍼스의 모교이기도 하며 이 둘은 후에 "아버지를 마지막으로 본게 언제지?"(When Did You Last See Your Farther?)에서 같이 작업하기도 하였다. 고등학교 졸업 후 브리스틀 대학교에서 영문학과 연기를 전공하여 1988년 졸업하였고) 다시 미국, 뉴욕의 연기학교인 'American Musical and Dramatic Academy'에서 연기를 공부하였다.
20대동안 데이비드 홀더웨이란 가명으로 배우로 활동하였고 'West Yorkshire Playhouse'와 'Royal National Theatre'와 같은 연극단에서 조연을 맡았다.

## 집필 경력

### 소설
소설로는 스타트 포 텐(Started for Ten, 2003), 언더스터디(THe Understudy, 2005), 원 데이(One Day, 2009) 등이 있으며 이중 '스타트 포 텐'과 '원 데이'는 영화로도 개봉되었다. '원 데이'는 한국에서도 2010년 출판되었고 가디언, 인디펜던트, 더 타임스 신문의 북 어워드에 초청되었다.

### 시나리오
시나리오 작가로서 심파티코(Simpatico, 2000)를 공동집필하였고 콜드 피트(Cold Feet, 2000)의 시즌3에서 4회분의 시나리오를 썼으며 콜드 피트로 영국방송아카데미상에서 신인작가상 후보에 지명되기도 하였다. 'I Saw You'라는 텔레비전 미니시리즈와 'Rescue Me'라는 드라마를 제작하기도 하였으나 'Rescue Me'는 단 1회만 방영되었다. 니컬스는 이미 4회분의 시나리오를 작성한 후에야 이 방송이 취소될 것이란 이애기를 들었고 이에 분노하여 잠시 일을 쉬면서 '스타트 포 텐'의 시나리오 집필에만 열중하였다. 시나리오 작가로 복귀하면서 셰익스피어의 '헛소동'을 리메이크한 'ShakespeaRe-Told'를 집필하였다.
2006년, 그가 시나리오를 쓴 '스타트 포 텐'이 개봉하였고 다음해, 블랙 모리슨의 인생에 관한 '마지막으로 아버지를 본게 언제지?'를 집필하였다. 한국에서도 개봉하였던 '스타트 포 텐'은 제임스 맥어보이가 출연하였고 배경에 자신의 모교인 브리스틀 대학교가 나온다. BBC에서 방영된 '두버빌즈의 테스'를 쓰기도 하였고 2015년에 개봉된 BBC 영화 성난 군중으로부터 멀리를 집필하기도 했다.

## 참고
- Nicholls, David (19 March 2005). "The invisible man". The Guardian.
- Nicholls, David (31 October 2006). "I was a bit of a prat". The Guardian.